# والریا د فرانچیشیس
والریا د فرانچیشیس (ایتالیایی: Valeria De Franciscis؛ ۱۴ دسامبر ۱۹۱۵ – ۹ فوریهٔ ۲۰۱۴) بازیگر اهل ایتالیا بود.
از فیلم‌ها یا مجموعه‌های تلویزیونی که وی در آن‌ها نقش داشته‌است، می‌توان به نهار نیمه اوت اشاره نمود.